# Paratada hemiphaea
Paratada hemiphaea là một loài bướm đêm trong họ Noctuidae.